# Blind Justice - Gli occhi della legge
Blind Justice - Gli occhi della legge (Blind Justice) è una serie televisiva statunitense del 2005, creata da Steven Bochco, Matt Olmstead, e Nicholas Wootton.

## Trama
La storia narra delle avventure di un poliziotto rimasto cieco in un'azione di polizia che ha faticato per continuare la sua attività affiancato alla Detective Karen Bettancourt. Il suo nuovo stato lo porta anche a contrasti con sua moglie Christie.

## Personaggi e interpreti
- Detective Jim Dunbar, interpretato da Ron Eldard.
- Detective Karen Bettancourt, interpretata da Marisol Nichols.
- Christie Dunbar, interpretata da Rena Sofer.
- Detective Tom Selway, interpretato da Reno Wilson.
- Detective Marty Russo, interpretato da Frank Grillo.
- Tenente Gary Fisk, interpretato da Michael Gaston.
- Dottor Alan Galloway, interpretato da Saul Rubinek.
- Nick Irons, interpretato da Brennan Elliott.
- Chief Tunney, interpretato da Carmen Argenziano.

## Episodi
| Stagione       | Episodi | Prima TV originale | Prima TV Italia |
| -------------- | ------- | ------------------ | --------------- |
| Prima stagione | 13      | 2005               | 2006            |